# Pierwszy gabinet Harolda Holta
Pierwszy gabinet Harolda Holta – czterdziesty drugi gabinet federalny Australii, urzędujący od 26 stycznia do 14 grudnia 1966 roku. Był ósmym z rzędu gabinetem koalicyjnym Liberalnej Partii Australii (LPA) i Partii Wiejskiej (CP).

## Okoliczności powstania i dymisji
Gabinet powstał w środku kadencji Izby Reprezentantów. W styczniu 1966 Robert Menzies, będący premierem Australii nieprzerwanie od 1949 roku, przeszedł na emeryturę, co automatycznie spowodowało ustąpienie jego dziesiątego gabinetu. Nowym liderem LPA, dominującej partii koalicyjnej, i zarazem nowym szefem rządu został Harold Holt, którego Menzies wskazał jako swego preferowanego następcę, a członkowie frakcji parlamentarnej LPA przychylili się do jego opinii.
W listopadzie 1966 odbyły się wybory parlamentarne, co zgodnie z australijskim prawem oznaczało automatyczną wymianę gabinetu. Koalicja LPA-CP po raz ósmy z rzędu zdobyła większość miejsc w Izbie Reprezentantów, co pozwoliło Holtowi sformować swój drugi gabinet.

## Skład
| stanowisko                                     | osoba            | partia |
| ---------------------------------------------- | ---------------- | ------ |
| premier                                        | Harold Holt      | LPA    |
| minister handlu i przemysłu                    | John McEwen      | CP     |
| minister skarbu                                | William McMahon  | LPA    |
| minister spraw zagranicznych                   | Paul Hasluck     | LPA    |
| minister przemysłu podstawowego                | Charles Adermann | CP     |
| minister obrony                                | Allen Fairhall   | LPA    |
| minister zaopatrzenia                          | Denham Henty     | LPA    |
| minister poczty                                | Alan Hulme       | LPA    |
| wiceprzewodniczący Federalnej Rady Wykonawczej | Alan Hulme       | LPA    |
| minister rozwoju narodowego                    | David Fairbairn  | LPA    |
| minister ds. terytoriów                        | Charles Barnes   | CP     |
| minister edukacji i badań                      | John Gorton      | LPA    |
| minister robót publicznych                     | John Gorton      | LPA    |
| minister pracy i służby zasadniczej            | Leslie Bury      | LPA    |